# Miguel Riesco y Puente
Miguel Riesco y Puente (1783-1858) fue un capitán graduado de húsares voluntarios del Río de la Plata y comerciante chileno que residió en Cádiz. Fue diputado en representación de Chile en las Cortes de Cádiz, y uno de los firmantes de la Constitución española de 1812.

## Biografía
Fue hijo de Manuel Riesco de la Vega, y de María Antonia de la Puente y Urra. Contrajo matrimonio el 9 de mayo de 1808 en la Basílica de La Merced de Buenos Aires con Josefa Serapia Pinto, hermana del general Manuel Guillermo Pinto, e integrante de la familia Pinto sudamericana. Entre sus hijas, Melitona Riesco Pinto se casó con el escritor Rafael Minvielle Lamaneta.
La Junta Central le eligió diputado suplente por la Capitanía General de Chile el 21 de septiembre de 1810, en lista conjunta con los de Buenos Aires, junto con Joaquín Fernández de Leiva, al no haber enviado este territorio ningún representante por la obstinación del entonces Gobernador de Chile García Carrasco (véase Elecciones de diputados para las Cortes de Cádiz (Chile)). Intervino solo en dos debates: sobre el Proyecto de Constitución y sobre el establecimiento del Consulado de México.
Se situó en el partido progresivo de las cortes, junto a su compañero Joaquín Fernández de Leiva, y con él votó todas las reformas liberales. También actuó como secretario de las Cortes en 1813.
Fue uno de los subscriptores del periódico liberal El Tribuno del Pueblo Español, junto con otros como Bartolomé José Gallardo, el Duque de Osuna y el cardenal Borbón.